# Buri Taje Almoluque
Buri Taje Almoluque foi um atabegue de Damasco de 1128 a 1132. Foi primeiro um oficial de Ducaque, emir de Damasco, ao lado de seu pai Toguetequim, mas então seu pai assumiu o poder após a morte de Ducaque, primeiro como regente em nome dos herdeiros, depois removendo-os do poder.

## Vida
Buri apareceu pela primeira vez em 1099 na cidade de Jabala, entre Antioquia e Trípoli. O cádi de Jabala se revoltou contra seu mestre Facre Almulque ibne Amar, cádi de Trípoli, mas a chegada da Primeira Cruzada o colocou em uma situação difícil e, como não podia enfrentar a ameaça cristã e Trípoli, deu Jabala para Ducaque em troca de domínios em Damasco. Ducaque envia Buri para tomar posse da cidade e o nomeou governador. Mas Buri se comportou como déspota e os descontentes apelaram para Facre Almulque, que enviou um destacamento para tomar posse de Jabala. Com a ajuda da população, capturou Buri, mas o tratou com cortesia e o mandou de volta em liberdade para Damasco.
Posteriormente, em 1102, Raimundo IV sitiou Trípoli com a firme intenção de tomá-la e torná-la a capital de seu futuro condado. Facre Almulque se aproximou de Damasco, que enviou tropas para ajudá-lo, mas sem sucesso. Em 1104, Ducaque morreu e Tuguetequim assumiu a regência em nome dos herdeiros menores, antes de destituí-los e permanecer mestre único de Damasco, inaugurando a dinastia dos búridas. Em 1108, Facre Almulque decidiu ir a Baguedade para buscar a ajuda do sultão seljúcida e do califa abássida para salvar sua cidade, e fez uma escala primeiro em Damasco. Buri o acompanha a Baguedade, mas Facre Almulque não recebeu ajuda e retornou a Damasco apenas para saber que perdeu sua cidade.
Em 1119, liderou um exército para combater o rei Balduíno II, que invadiu Adrate e o prendeu ao redor de uma colina onde os francos haviam se entrincheirado. Apesar do conselho de seu pai, tentou subjugar os francos, mas eles lutam com a energia do desespero e infligem uma pesada derrota a Buri. Em 25 de janeiro de 1126, lutou ao lado de seu pai contra os francos em Xacabe, mas foram derrotados por Balduíno II. Os turcos, porém, infligiram tantas perdas aos francos que não puderam cogitar marchar para tomar Damasco.
Toguetequim morreu em 12 de fevereiro de 1128 e Buri o sucedeu sem problemas, mas em novembro de 1129 os nizaritas organizaram um complô para entregar a cidade aos francos. Uajicadim Mufarraje, chefe da polícia, e Firuz, camareiro, descobriram a trama e informaram a Buri, que mandou prender os conspiradores. Balduíno II, sabendo da trama, mas sem saber que foi descoberta, chegou com seu exército a Damasco, sitiou a cidade e enviou um destacamento de soldados para garantir o abastecimento, mas os soldados se dispersam, saqueando a região. Informado, Buri conseguiu trazer seu exército que atacou os batalhões dispersos, mas o exército franco que permanece em torno de Damasco continua grande demais para Buri atacar. Foi então que fortes chuvas caíram em Damasco, transformando o solo em lama e forçando os francos a recuar em 5 de dezembro de 1129.
Em maio de 1131, dois ismaelitas que haviam conquistado a confiança de Buri, que lhes havia dado um posto de guarda, tentaram assassiná-lo e feriram-no gravemente no estômago. Damasco reuniu os melhores médicos da época, que trataram de Buri, mas este último não quis esperar o fim da convalescença e voltou a cavalo. A ferida foi reaberta e Buri morreu em junho de 1132.
Buri foi sucedido por seus três filhos, Xamece Almulque Ismail (r. 1132–1135), Xiabadim Mamude (r. 1135–1139) e Jamaladim Maomé (r. 1139–1140), e então por seu neto Mujiradim Abaque (r. 1140–1154). Uma vez que eram bastante medíocres, o poder foi assumido pelo ministro Muinadim Unur. Este homem capaz governou o Emirado de Damasco com punho de ferro, praticou uma política de equilíbrio entre os francos e Zengui, que possuía Alepo e Moçul, e conseguiu manter sua independência e prestígio. Morreu em 1149 e Mujiradim Abaque assegurou o governo do emirado, mas permitiu que os francos estabelecessem seu protetorado em Damasco e perdeu todo o prestígio da população. Noradine aproveitou esse descontentamento para assumir o controle de Damasco e depor o último búrida.